# Окленд (Теннессі)
Окленд (англ. Oakland) — місто (англ. town) в США, в окрузі Файєтт штату Теннессі. Населення — 8936 осіб (2020).

## Географія
Окленд розташований за координатами 35°13′32″ пн. ш. 89°32′17″ зх. д. / 35.22556° пн. ш. 89.53806° зх. д. (35.225423, -89.537989).  За даними Бюро перепису населення США в 2010 році місто мало площу 26,64 км², з яких 26,56 км² — суходіл та 0,09 км² — водойми.

## Демографія
Згідно з переписом 2010 року, у місті мешкали 6623 особи в 2484 домогосподарствах у складі 1986 родин. Густота населення становила 249 осіб/км².  Було 2622 помешкання (98/км²).
Расовий склад населення:
| - 83,2 % — білих - 13,6 % — чорних або афроамериканців - 1,0 % — азіатів - 0,2 % — корінних американців - 1,0 % — осіб інших рас |

До двох чи більше рас належало 0,9 %. Частка іспаномовних становила 2,2 % від усіх жителів.
За віковим діапазоном населення розподілялося таким чином: 26,0 % — особи молодші 18 років, 63,8 % — особи у віці 18—64 років, 10,2 % — особи у віці 65 років та старші. Медіана віку мешканця становила 34,0 року. На 100 осіб жіночої статі у місті припадало 97,0 чоловіків;  на 100 жінок у віці від 18 років та старших — 94,8 чоловіків також старших 18 років.
Середній дохід на одне домашнє господарство  становив 82 504 долари США (медіана — 68 967), а середній дохід на одну сім'ю — 81 694 долари (медіана — 75 000). За межею бідності перебувало 6,4 % осіб, у тому числі 9,1 % дітей у віці до 18 років та 7,2 % осіб у віці 65 років та старших.
Цивільне працевлаштоване населення становило 3648 осіб. Основні галузі зайнятості: освіта, охорона здоров'я та соціальна допомога — 23,6 %, виробництво — 15,2 %, роздрібна торгівля — 11,7 %, транспорт — 8,8 %.